# Le May-sur-Èvre
 Le May-sur-Èvre é uma comuna francesa na região administrativa da Pays de la Loire, no departamento de Maine-et-Loire. Estende-se por uma área de 31,85 km². Em 2010 a comuna tinha 3 901 habitantes (densidade: 122,5 hab./km²).